# La Cabeza
La Cabeza (signifie La Tête en espagnol) est une sculpture monumentale réalisée en 2000 par Niki de Saint Phalle. Elle représente un crâne gigantesque dans lequel on peut entrer et où les enfants peuvent jouer  comme c'était le cas au Cent quatre et sur la vidéo où Bloum Cardenas, petite fille de Niki de Saint Phalle, commente la sculpture : Bloum Cardenas commente la sculpture de sa grand-mère.

## Contexte
Avant cette date, Niki de Saint Phalle avait fait plusieurs sculptures monumentales habitables, en particulier celles du Jardin des Tarots où elle-même avait logé dans la sculpture L'Impératrice pendant toute la durée des travaux. Entre 1973 et 1975 elle a construit Le Dragon de Knokke, dragon-maison pour un enfant. Quelques années avant, encore, il y avait eu la Nana-maison, installée en 1968 sur le toit de la galerie Maeght à Paris.
Sa plus grande sculpture monumentalehabitable est un monument d'art éphémère réalisé en 1966 : Hon/Elle avec la collaboration de Jean Tinguely et du finlandais Per Olof Ultvedt, exposée au Moderna Museet de Stockholm et détruite sur place six mois plus tard. La gigantesque femme couchée,  23 × 13 × 14 m, contenait un salon, un bar,  et une salle d'exposition .

## La Cabeza
C'est la dernière œuvre monumentale de l'artiste, déjà en très mauvaise santé et qui allait mourir deux ans plus tard. Mais ce crâne de mort, loin de véhiculer l'effroi de la mort, se rapproche plutôt des Vanités, au même titre que ses Tirs qui paradoxalement, redonnent vie à la Vanitas traditionnelle. « Ce qui est pris en compte dans la série de Niki, c'est la représentation du temps (la performance, l'impact, l'affect) et cela va bien au-delà des belles atmosphères des Cathédrales de Monet ou même du magistral essai de Gilles Deleuze Différence et répétition qui paraît à cette époque-là. »
Dans une première approche du crâne habitable, Niki de Saint Phalle a réalisé en 1990 : Skull (Meditation room), 230 × 310 × 210 cm, Sprengel Museum Hannover, don de l'artiste en 2000. exposée au Grand Palais en 2014, Skull (Meditation room).
L'artiste a déclarait  : « Je veux avoir la folie de grandeurs pour prouver qu'une bonne femme peut faire les choses les plus importantes de son époque. »